# استئصال القولون
استئصال القولون (بالإنجليزية: Colectomy)‏ هو عملية جراحية لاستئصال الأمعاء الغليظة.

## كيفية استئصال القولون وحالات استئصاله
يتم استئصال القولون (بالإنجليزية: Colon)‏ عن طريق إجراء الجراحة التنظيرية (بالإنجليزية: Laparoscopic surgery)‏ - استئصال الأمعاء الغليظة (بالإنجليزية: Large intestine)‏

### حالات استئصال القولون
يتم إستئصال القولون في الحالات التالية:
- سرطان القولون هو أشهر أسباب أجراء عملية أستئصال القولون وهو مرض خطير ويمكن أن ينتشر في الجسم، ويمكن أن يظهر على شكل تورم بجدران القولون أو قرحة خبيثة بالقولون أو مجرد ضيق بالقولون
- التهابات الأمعاء - مثل مرض كرون (بالإنجليزية: Crohn's disease)‏، أو التهاب القولون التقرحي.[2][3][4]
- داء السلائل العائلية (بالإنجليزية: Familial polyposis)‏، مرض وراثي (جيني) تتكون فيه مئات والاف السلائل ((بالإنجليزية: Polyps)‏ - اورام صغيرة)، على طول كل القولون وهذه أيضاً أذا تركت بدون علاج يمكن أن تتحول إلى سرطان.
- مرض تكوين جيوب في القولون (بالإنجليزية: Diveritcular Disease)‏
- قصور بالدورة الدموية بالقولون
- التواء القولون

## التنظير
يشير مصطلح التنظير إلى استخدام تقنية العلاج المسماة "تنظير البطن (بالإنجليزية: Laparoscopy)‏، والتي يقوم الطبيب الجراح خلالها باجراء الجراحة عبر شق صغير جدا (5 – 10 ملم) في البطن. اما المنظار فهو جهاز صغير شبيه بالتلسكوب، يتم ادخاله عبر الشق الصغير المذكور، القريب من السرة.

## مراحل اسئصال القولون
تشمل جراحة استئصال القولون ثلاث مراحل اساسية:
-المرحلة الأولى: وضع منظار البطن.
-المرحلة الثانية: فصل القولون السيني (بالإنجليزية: Sigmoid colon)‏ عن المستقيم (بالإنجليزية: Rectum)‏.
-المرحلة الثالثة: وصل اللفائفي (بالإنجليزية: Ileum)‏ من جديد مع المستقيم.

## مرحلة التعافي
من المستحسن، عندما يعود المريض إلى بيته بعد استئصال القولون، ان يزيد مستوى نشاطه البدني تدريجيا وبوتيرة ثابتة. فالمشي يعتبر رياضة ممتازة، ويساعد على الشفاء التام، حيث انه يعتبر مقويا جيدا للعضلات، ويحفز تدفق الدم لمنع تكون الجلطات (بالإنجليزية: Clot)‏، بالإضافة إلى انه يساعد على الحفاظ على رئتين نظيفتين.
بامكان الشخص الذي كان يتمتع بلياقة بدنية جيدة، وكان معتادا على ممارسة الرياضة قبل جراحة استئصال الأمعاء الغليظة، ان يعود للتدريب الروتيني عندما يشعر انه قادر على فعل ذلك، لكن الامر مشروط بموافقة الطبيب على ذلك. جدير بالذكر انه لا بد من الامتناع بشكل قطعي عن القيام بالتمارين التي تحتاج جهدا كبيرا، رفع اوزان ثقيلة وتمارين البطن، لمدة 6 اسابيع بعد يوم الجراحة.
بالإضافة لما سبق، يجب على المريض بعد عودته إلى البيت عقب استئصال الأمعاء الغليظة، ان يحافظ على نظام تغذية خفيف، بمعنى انه يستطيع تناول كل ما يرغب به تقريبا، ما عدا الفواكه والخضار غير المطبوخة. يجب الحفاظ بدقة على هذه التغذية حتى موعد فحص ما بعد الجراحة، وفي حال كانت هذه التغذية تسبب الإمساك، فيجب استشارة الطبيب.

## وصلات خارجية
- استئصال القولون Webteb
- استئصال القولون عيادة الدكتور البرت